# موچیبابا
موچیبابا (به صربی: Mučibaba) یک منطقهٔ مسکونی در صربستان است که در کنگاژواتس واقع شده‌است. موچیبابا ۱۱۰ نفر جمعیت دارد.